# Pohlidium petiolatum
Pohlidium petiolatum là một loài thực vật có hoa trong họ Hòa thảo. Loài này được Davidse, Soderstr. & R.P.Ellis miêu tả khoa học đầu tiên năm 1986.